# Collegio di Nottingham North and Kimberley
Nottingham North and Kimberley è un collegio elettorale inglese situato nel Nottinghamshire, nelle Midlands Orientali, rappresentato alla Camera dei comuni del Parlamento del Regno Unito. Elegge un membro del parlamento con il sistema first-past-the-post, ossia maggioritario a turno unico; l'attuale parlamentare è Alex Norris del Partito Laburista e Co-Operativo, che rappresenta il collegio dal 2024.

## Estensione
Il collegio è costituito dai seguenti ward elettorali:
- nel borgo di Broxtowe: Kimberley; Nuthall East and Strelley e Watnall and Nuthall West;
- nella città di Nottingham: Aspley; Basford; Bestwood; Bulwell; Bulwell Forest e Leen Valley.

## Membri del parlamento
| Elezione | Elezione | Deputato    | Partito         |
| -------- | -------- | ----------- | --------------- |
|          | 2024     | Alex Norris | Laburista Co-Op |

## Elezioni

### Elezioni negli anni 2020
| Partito                    | Partito                                            | Candidato                  | Risultati 4 luglio 2024 | Risultati 4 luglio 2024 |
| Partito                    | Partito                                            | Candidato                  | Voti                    | %                       |
| -------------------------- | -------------------------------------------------- | -------------------------- | ----------------------- | ----------------------- |
|                            | Laburista Co-Op                                    | Alex Norris                | 16 480                  | 47,08                   |
|                            | Reform UK                                          | Golam Kadiri               | 7 053                   | 20,15                   |
|                            | Conservatore                                       | Caroline Henry             | 6 787                   | 19,39                   |
|                            | Verdi                                              | Samuel Harvey              | 3 351                   | 9,57                    |
|                            | Lib Dem                                            | David Schmitz              | 1 336                   | 3,82                    |
|                            |                                                    |                            |                         |                         |
| Iscritti                   | Iscritti                                           | Iscritti                   | 73 768                  | 100,00                  |
| ↳ Votanti (% su iscritti)  | ↳ Votanti (% su iscritti)                          | ↳ Votanti (% su iscritti)  | 35 007                  | 47,46                   |
| ↳ Astenuti (% su iscritti) | ↳ Astenuti (% su iscritti)                         | ↳ Astenuti (% su iscritti) | 38 761                  | 52,54                   |
|                            |                                                    |                            |                         |                         |
|                            | Esito: collegio a Laburista Co-Op (nuovo collegio) |                            |                         |                         |